# مصفاة بابكو (البحرين)
مصفاة بابكو (BAPCO refinery) هي مصفاة نفط تقع في مملكة البحرين تبلغ طاقتها 267 ألف برميل يومياً ويجري تطويرها لتصل طاقتها الى 380 الف برميل يومياً ، تعد من أكبر المصافي النفطية في الشرق الأوسط و بالعالم، تعود ملكية المصفاة إلى شركة بابكو للتكرير (شركة نفط البحرين سابقاً)، وتعد المصفاة الوحيدة في البحرين ومن أقدم المصافي في الشرق الاوسط حيث افتتحت عام 1936م بطاقة انتاجية 10 الاف برميل يومياً.

## الإنتاج
يتم تكرير النفط بطاقة إجمالية تبلغ الان 267 ألف برميل يوميا، ويجري تطويرها لتصل الى 380 الف برميل يومياً. حيث يتم أستيراد حوالي 220 الف برميل يومياً من السعودية عبر أنبوب النفط المشترك بين البلدين ويتم تكريرها في مصفاة بابكو وثم بيعها والبراميل الباقية تأتي أنتاج حقل البحرين.

## تحديث المصفاة
تحديث مصفاة بابكو لرفع طاقتها الانتاجية من 267 الف برميل يومياً الى 380 الف برميل يومياً بتكلفة تبلغ حوالي 7 مليار دولار حيث سيكون من أكبر المشاريع الصناعية بتاريخ البحرين حيث أن تم حتى اكتوبر 2023م الأكتمال بنسبة 94% من المشروع على أن يتم افتتاحه بطاقته الانتاجية القصوى بنهاية 2024م حيث ستوفر التوسعة حوالي 200 مليون دينار بحريني (530 مليون دولار) - 300 مليون دينار بحريني (795 مليون دولار) سنوياً.